# Henry Hobson Richardson

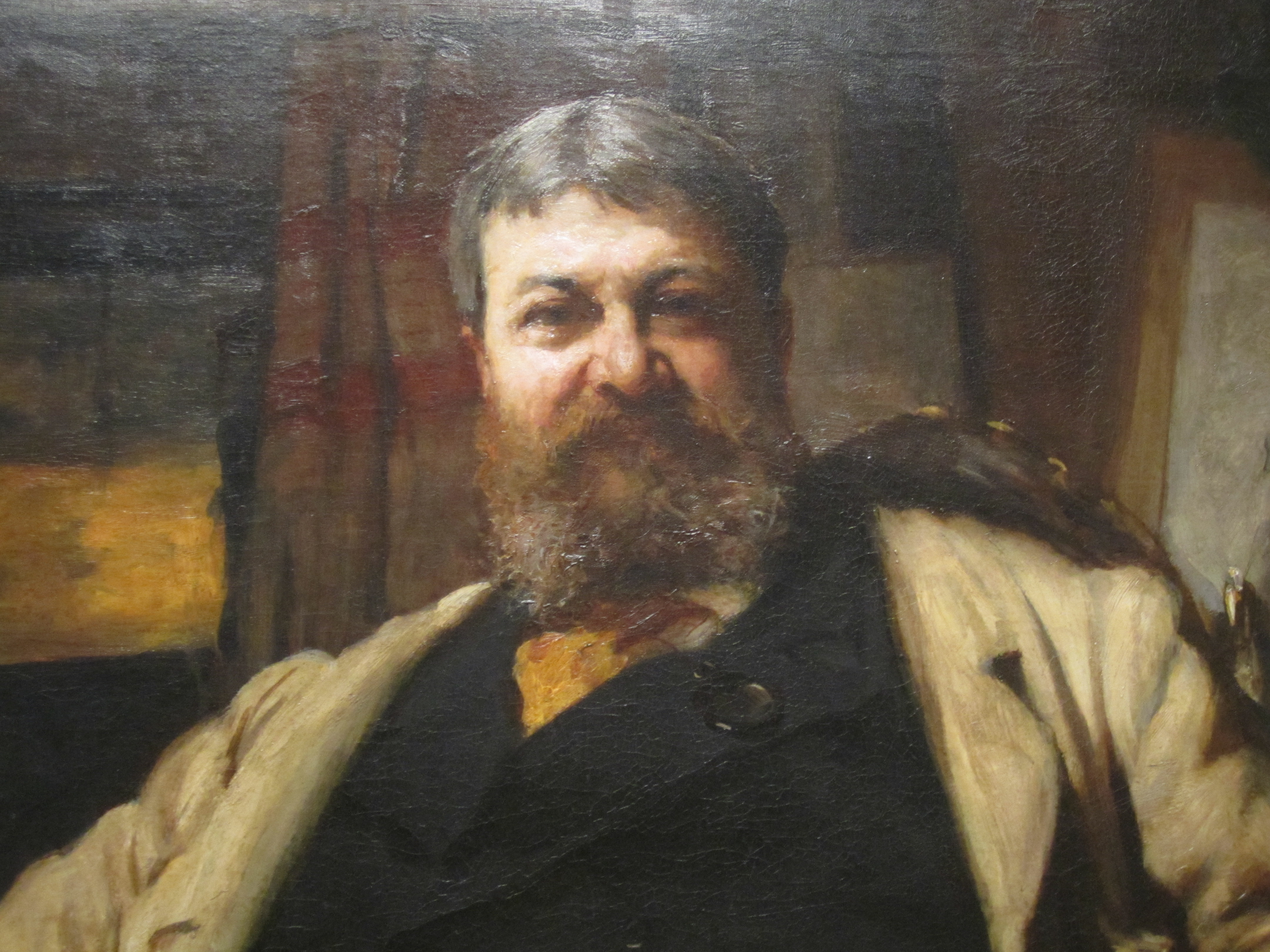
Henry Hobson Richardson, porträtt av Sir Hubert von Herkomer från National Portrait Gallery i Washington, DC

Henry Hobson Richardson, född 29 september 1838 i St. James Parish, Louisiana, USA, död 27 april 1886 i Brookline, Massachusetts, var en amerikansk arkitekt och en av den moderna amerikanska arkitekturens pionjärer. Han gav namn åt den efter honom uppkallade Richardsonian Romanesque-stilen.

## Biografi

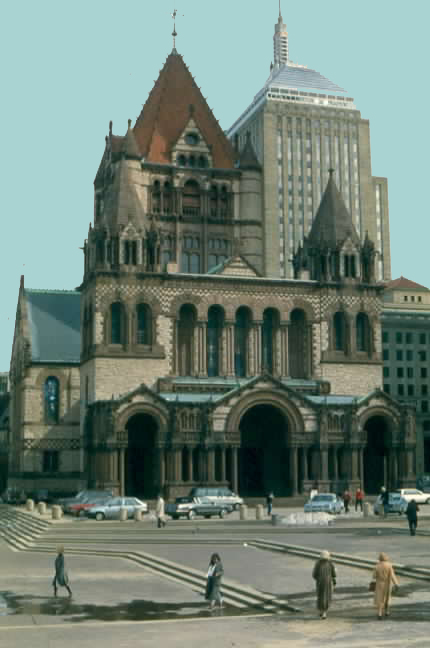
Trinity Church i Boston (1872), Richardsons mest hyllade tidiga verk.

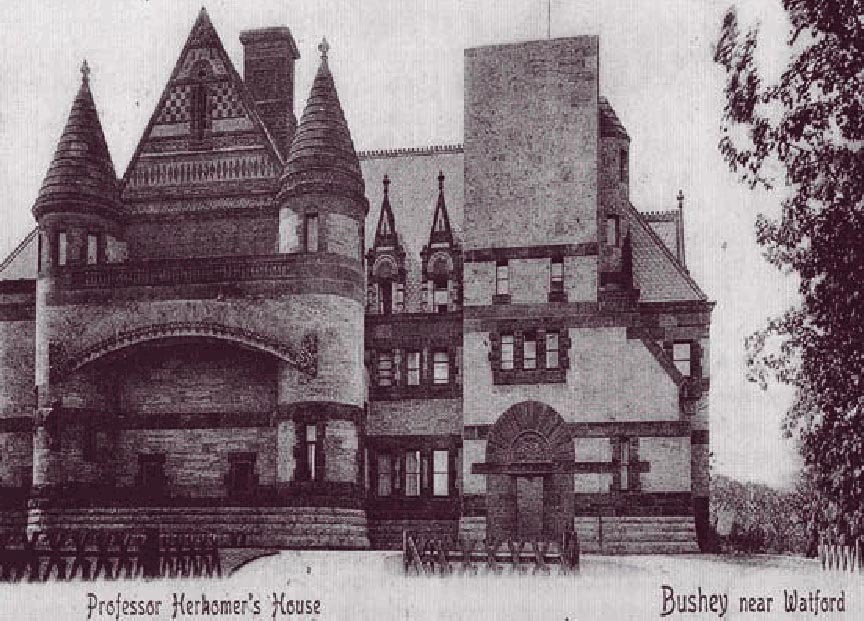
Lululaund mansion (vykort ca 1900)

Richardson föddes på Priestley Plantation i St. James Parish, Louisiana och tillbringade en del av sin barndom i New Orleans. Efter sin skolgång fortsatte han studierna vid Harvard College och Tulane University. Till en början tänkte han bli civilingenjör, men flyttade till arkitektur, vilket ledde honom att åka till Paris 1860 för att delta i berömda École des Beaux Arts i ateljé Louis-Jules André. Han avslutade dock inte sin utbildning där, eftersom familjens stöd fick upphöra på grund av det amerikanska inbördeskriget.
Richardson återvände till USA 1865 och bosatte sig i New York. Han fick en tid arbete hos en byggmästare, Charles, som han träffat i Paris. Richardson utvecklat sin egen stil som dock inte var den mer klassiska stilen på École, utan en mer medeltidsinspirerade stil, influerad av William Morris, John Ruskin och andra. Han utvecklade ett unikt och högst personligt idiom, särskilt anpassat till det romanska i södra Frankrike.
Trots sin europeiska utbildning ivrade han mer än någon av sina samtida för en inhemsk amerikansk byggnadsstil. Hans starkt personliga arkitektur präglas av massiva byggnadsvolymer med fritt behandlade romanska stilelement.

År 1869 ritade han Buffalo State Asylum for Insane (numera känt som Richardson Olmsted Complex) i Buffalo, det största uppdraget i början av hans karriär och det första exemplet på hans självbetitlade Richardsonian romanska stil. År 1872 tillkom Trinity Church i Boston som grundmurade Richardsons nationella rykte och ledde till stora uppdrag under resten av hans liv.
Han var väl känd av sina kolleger och av tio byggnader som utpekats av amerikanska arkitekter som de bästa 1885, är hälften hans. Förutom Trinity Church, fanns Albany City Hall, Sever Hall vid Harvard University, New York State Capitol i Albany (som ett samarbete), och stadshuset i North Easton, Massachusetts.
Richardson dog 1886 vid en ålder av endast 47 år i njursjukdomen kronisk nefrit.  På sin sista dag, undertecknade han en informell vilja om att tre av hans assistenter skulle fortfsätta att bedriva arkitektverksamheten, som snart formaliserades som Shepley, Rutan och Coolidge.

## Kronologisk lista över bevarade verk
Följande är en förteckning över verk av Richardson:
- 1867 Grace Episcopal Church – Medford, Massachusetts
- 1868 Benjamin W. Crowninshield House – Boston, Massachusetts
- 1868 H. H. Richardson House – Clifton, Staten Island, New York
- 1868 Alexander Dallas Bache Monument – Washington, D.C.
- 1868 William Dorsheimer House – Buffalo, New York
- 1869 Brattle Square Church (idag First Baptist Church) – Boston, Massachusetts
- 1869 New York State Asylum – Buffalo, New York
- 1871 Hampden County Courthouse – Springfield, Massachusetts
- 1871 North Congregational Church – Springfield, Massachusetts
- 1872 Trinity Church – Boston, Massachusetts (Nationellt historiskt landmärke)
- 1874 William Watts Sherman House – Newport, Rhode Island
- 1875 Hayden Building – Boston, Massachusetts
- 1875 R. and F. Cheney Building – Hartford, Connecticut
- 1875 New York State Capitol – Albany, New York
- 1876 Rev. Henry Eglinton Montgomery Memorial – New York, New York
- 1876 Winn Memorial Library – Woburn, Massachusetts
- 1877 Oliver Ames Free Library – North Easton, Massachusetts
- 1878 Sever Hall – Cambridge, Massachusetts
- 1879 Oakes Ames Memorial Town Hall – North Easton, Massachusetts
- 1879 Rectory for Trinity Church – Boston, Massachusetts
- 1879 Ames Monument – Sherman, Wyoming
- 1880 F.L. Ames Gate Lodge – North Easton, Massachusetts
- 1880 Bridge in the Fenway – Boston, Massachusetts
- 1880 Stony Brook Gatehouse – Boston, Massachusetts
- 1880 Thomas Crane Public Library – Quincy, Massachusetts (Nationellt historiskt landmärke)
- 1880 Dr. John Bryant House – Cohasset, Massachusetts
- 1880 City Hall – Albany, New York
- 1881 Austin Hall – Cambridge, Massachusetts
- 1881 Boston & Albany Railroad Station – Palmer, Massachusetts
- 1881 Pruyn Monument – Albany, New York
- 1881 Rev. Percy Browne House – Marion, Massachusetts
- 1881 Old Colony Railroad Station – North Easton, Massachusetts
- 1882 Grange Sard, Jr., House – Albany, New York
- 1882 Mary Fiske Stoughton House – Cambridge, Massachusetts
- 1883 Billings Memorial Library – Burlington, Vermont
- 1883 Emmanuel Episcopal Church – Pittsburgh, Pennsylvania
- 1883 Connecticut River Railroad Station – Holyoke, Massachusetts
- 1883 Allegheny County Buildings – Pittsburgh, Pennsylvania
- 1883 Robert Treat Paine House – Waltham, Massachusetts
- 1883 Boston & Albany Railroad Station – Framingham, Massachusetts
- 1884 Boston & Albany Railroad Station (Woodland, part of Newton) – Newton, Massachusetts
- 1884 F.L. Ames Gardener's Cottage – North Easton, Massachusetts
- 1884 Immanuel Baptist Church – Newton, Massachusetts
- 1884 Ephraim W. Gurney House – Beverly, Massachusetts
- 1885 Converse Memorial Building/Library – Malden, Massachusetts (Nationellt historiskt landmärke)
- 1885 Benjamin H. Warder House – Washington, D.C.
- 1885 Bagley Memorial Fountain – Detroit, Michigan
- 1885 John J. Glessner House – Chicago, Illinois (Nationellt historiskt landmärke)
- 1885 Boston & Albany Railroad Station – Wellesley Hills, Massachusetts
- 1885 Union Passenger Station – New London, Connecticut
- 1885 Emmanuel Episcopal Church, Pittsburgh, Pennsylvania
- 1886 Lululaund eller the Sir Hubert von Herkomer House – Bushey, Hertfordshire, England
- 1886 Dr. H.J. Bigelow House – Newton, Massachusetts
- 1886 Isaac H. Lionberger House – St. Louis, Missouri
- 1890 Little Silver Station – Little Silver, New Jersey